# Apolipoprotéine L1
L'apolipoprotéine L1 est une apolipoprotéine dont le gène est APOL1.

## Génétique
Le gène APOL1 est situé sur le chromosome 22 humain.

## En médecine
L'apoliprotéine L1 est situé dans l'épithélium du tubule rénal proximal et est retrouvée dans les lipoprotéines de haute densité. 
La présence de variants du gène APOL1 est corrélée avec le risque de survenue de plusieurs maladies rénales chroniques chez les individus afro-américains et serait l'explication génétique principale du sur-risque de néphropathies dans cette population, hors diabète. C'est le cas en particulier de la néphropathie hypertensive , une atteinte rénale qui se manifeste lors d'une infection par le virus de l'immunodéficience humaine.
D'autres variants n'existent que dans les populations afro-américaines et confèrent une résistance au parasite Trypanosoma brucei, mais augmente également le risque de survenue d'une hyalinose segmentaire et focale (un type de glomérulonéphrites chroniques ou d'une néphropathie hypertensive). C'est la formation de pores par ApoL1 dans Trypanosoma brucei qui est responsable de l'activité trypanolytique du sérum humain.
En présence d'une maladie rénale chronique, le port de ces variants expliquerait la dégradation plus rapide de la fonction rénale chez les afro-américains que chez les individus caucasiens.
Les reins porteurs de certains variants du gène APOL1 sont plus susceptibles d'être rejetés lors d'une transplantation rénale.
Le rôle précis d'ApoL1 n'est à ce jour pas encore cerné mais sa structure présente des similitudes avec les protéines bactériocines (d'où l'activité trypanolytique) et elle pourrait avoir une importance dans la régulation de la mort cellulaire programmée ou dans l'autophagie.[réf. souhaitée]

## Cible thérapeutique
L'inaxapline est un inhibiteur de l'APOL1, efficace par voir orale, permettrait la réduction de la protéinurie chez des patients porteurs de certains variants du gène.